# Richard Murray
Richard Murray (* 4. Januar 1989 in Kapstadt, Südafrika) ist ein niederländischer Duathlet und Triathlet südafrikanischer Herkunft. Er ist zweifacher Junioren-Duathlon-Weltmeister (2007, 2008), mehrfacher Afrikanischer Triathlon-Meister (2011, 2012), dreifacher Olympiateilnehmer (2012, 2016, 2020) und Weltmeister auf der Duathlon-Kurzdistanz (2016).

## Werdegang
2007 wurde Richard Murray im Alter von 18 Jahren in Ungarn Duathlon-Weltmeister bei den Junioren und 2008 konnte er diesen Titel erfolgreich verteidigen.
2011 entschied er die Afrikanischen Meisterschaften für sich und konnte diesen Erfolg im März 2012 wiederholen. Neben Kate Roberts und Gillian Sanders hat er sich 2012 für einen Startplatz bei den Olympischen Spielen in London qualifiziert, wo er den 17. Rang belegte.
Im Rahmen der ITU World Championship Series 2013 belegte er den fünften Rang und im Oktober startet er erstmals bei der Cross-Triathlon-Weltmeisterschaft auf Maui, wo er den zwölften Rang belegte. Im März 2015 wurde er Dritter beim Auftaktrennen in Abu Dhabi und er belegte in der Weltmeisterschaftsrennserie 2015 mit einem dritten Rang im Abschlussrennen den vierten Rang.
Im Juni 2016 wurde er Weltmeister auf der Duathlon-Kurzdistanz. Richard Murray ging bei den Olympischen Sommerspielen 2016 am 18. August in Rio de Janeiro für Südafrika an den Start, wo er den vierten Rang belegte.

Im Rahmen der Weltmeisterschaft-Rennserie 2016 belegte er mit seinem vierten Rang im neunten und letzten Rennen (Grand Final) in Mexiko im September den fünften Rang in der Jahreswertung.
Im März 2017 konnte er im australischen Hamilton Island die dreitägige Auftaktveranstaltung der neuen von Chris McCormack initiierten Rennserie Super League Triathlon für sich entscheiden. In der Weltmeisterschaftsrennserie 2018 belegte er mit dem dritten Rang in Australien – im letzten Rennen der Saison, dem Grand Final – als bester Südafrikaner den vierten Rang.
Murray qualifizierte sich für einen Startplatz bei den Olympischen Sommerspielen 2020, ging beim Rennen in Tokio im Juli 2021 aber nicht an den Start.
Im März 2020 heiratete Murray die niederländische Triathletin Rachel Klamer. Seit März 2022 startet er zudem für die Niederlande und hat die Staatsbürgerschaft des Landes angenommen. Im Mai 2024 gelang ihm die Qualifikation für die Olympischen Sommerspiele 2024 in Paris.

## Sportliche Erfolge
| Datum/Jahr    | Rang | Wettbewerb                                | Austragungsort  | Zeit     | Bemerkung |
| ------------- | ---- | ----------------------------------------- | --------------- | -------- | --- |
| 5. Aug. 2024  | 10   | Olympische Sommerspiele 2024, Mixed Relay | Paris           | 01:27:37 | in der gemischten Staffel mit Mitch Kolkman, Maya Kingma und Rachel Klamer |
| 23. März 2024 | 2    | ATU Africa Triathlon Cup                  | Swakopmund      | 00:58:23 | hinter Jamie Riddle |
| 7. Okt. 2023  | 21   | ITU World Triathlon Cup                   | Rom             | 00:54:43 | hinter dem Portugiesen Vasco Vilaça |
| 17. Juli 2022 | 18   | Alpen-Triathlon                           | Schliersee      | 00:55:58 | |
| 14. Mai 2022  | 5    | ETU Triathlon European Cup                | Caorle          | 00:51:33 | |
| 12. März 2022 | 1    | Americas Triathlon Cup Sarasota-Bradenton | Sarasota        | 00:29:14 | |
| 26. Juli 2021 | DNS  | Olympische Sommerspiele 2020              | Tokio           | –        | |
| 10. Okt. 2020 | 21   | ITU Triathlon World Cup                   | Arzachena       | 00:56:19 | |
| 4. Nov. 2018  | 4    | Super League Mallorca                     | Manacor         |          | Erstaustragung auf Mallorca |
| 16. Sep. 2018 | 3    | ITU World Championship Series 2018        | Gold Coast      | 01:44:56 | im letzten Rennen der Saison |
| 22. Juli 2018 | 2    | T3-Triathlon                              | Düsseldorf      | 00:56:27 | |
| 10. Juni 2018 | 3    | ITU World Championship Series 2018        | Hamburg         | 00:53:32 | |
| 10. Juni 2018 | 1    | ITU World Championship Series 2018        | Leeds           | 01:45:52 | |
| 5. Apr. 2018  | 6    | Commonwealth Games 2018                   | Gold Coast      | 00:53:04 | |
| 10. März 2018 | 1    | ITU Triathlon World Cup                   | Mooloolaba      | 00:53:09 | |
| 11. Feb. 2018 | 1    | ITU Triathlon World Cup                   | Kapstadt        | 00:52:15 | |
| 24. Sep. 2017 | 2    | Super League Triathlon Jersey             | Jersey          |          | im neuen dreitägigen Rennformat |
| 8. Apr. 2017  | 2    | ITU World Championship Series 2017        | Gold Coast      | 00:52:39 | |
| 2. Apr. 2017  | 1    | ITU Triathlon World Cup                   | New Plymouth    | 00:54:37 | |
| 19. März 2017 | 1    | Super League Triathlon                    | Hamilton Island |          | Sieger der Auftaktveranstaltung im neuen dreitägigen Rennformat und 100.000 AUD für den Gesamtsieg                                                                                |
| 11. Feb. 2017 | 1    | ITU Triathlon World Cup                   | Kapstadt        | 00:51:33 | |
| 20. Okt. 2016 | 1    | Island House Invitational Triathlon       | Nassau          | 03:35:35 | dreitägiger Wettkampf |
| 19. Sep. 2016 | 4    | ITU World Championship Series 2016        | Cozumel         | 01:47:35 | Grand Final |
| 4. Sep. 2016  | 3    | ITU World Championship Series 2016        | Edmonton        | 00:52:01 | |
| 18. Aug. 2016 | 4    | Olympische Sommerspiele 2016              | Rio de Janeiro  | 01:45:50 | |
| 16. Juli 2016 | DSQ  | ITU World Championship Series 2016        | Hamburg         | –        | Murray kam als Zweiter nach einer 10-Sekunden-Zeitstrafe (Neoprenanzug in falscher Box abgelegt) ins Ziel kam – wurde anschließend wegen unsportlichen Verhaltens disqualifiziert |
| 3. Apr. 2016  | 1    | ITU Triathlon World Cup                   | New Plymouth    | 00:53:08 | |
| 5. März 2016  | 2    | ITU World Championship Series 2016        | Abu Dhabi       | 01:46:53 | Zweiter im ersten Rennen der Saison |
| Okt. 2015     | 2    | Island House Invitational Triathlon       | Nassau          |          | dreitägiger Wettkampf |
| 4. Okt. 2015  | 1    | ITU Triathlon World Cup                   | Cozumel         | 00:55:03 | |
| 19. Sep. 2015 | 3    | ITU World Championship Series 2015        | Chicago         | 01:45:35 | Dritter im „Grand Final“ |
| 7. März 2015  | 3    | ITU World Championship Series 2015        | Abu Dhabi       | 00:52:50 | Dritter im ersten Rennen der Saison auf der Sprintdistanz |
| 26. Juli 2014 | 2    | Commonwealth Games 2014                   | Glasgow         | 01:14:13 | Gemischte Staffel – zusammen mit Kate Roberts, Henri Schoeman und Gillian Sanders                                                                                                 |
| 24. Juli 2014 | 3    | Commonwealth Games 2014                   | Glasgow         | 01:50:21 | |
| 6. Juli 2014  | 3    | T3 Triathlon                              | Düsseldorf      | 00:54:32 | Zweiter auf der Sprintdistanz (0,75 km Schwimmen, 20 km Radfahren und 5 km Laufen)                                                                                                |
| 17. Mai 2014  | 3    | ITU World Championship Series 2014        | Yokohama        | 01:46:00 | |
| 12. Apr. 2014 | 2    | ATU African Triathlon Championships       | Troutbeck       |          | |
| 21. Apr. 2013 | 2    | ITU World Championship Series 2013        | San Diego       | 01:47:38 | |
| 9. März 2013  | 2    | ITU Sprint Triathlon Pan American Cup     | Clermont        | 00:54:12 | |
| 4. Aug. 2012  | 17   | Olympische Spiele 2012                    | London          | 01:49:15 | |
| 21. Juli 2012 | 1    | ITU World Championship Series 2012        | Hamburg         | 00:51:48 | Sieger auf der Sprintdistanz |
| 24. Juni 2012 | DNF  | ITU World Championship Series 2012        | Kitzbühel       | –        | |
| 10. Mai 2012  | 3    | ITU World Championship Series 2012        | San Diego       | 01:49:01 | |
| 14. Apr. 2012 | 2    | ITU World Championship Series 2012        | Sydney          | 01:51:13 | Zweiter beim Auftaktrennen |
| 31. März 2012 | 1    | ATU African Triathlon Championships       | Le Morne        | 01:52:52 | |
| 19. Feb. 2012 | 1    | ITU Sprint Triathlon African Cup          | Kapstadt        | 00:54:48 | Sieger vor dem Russen Igor Andrejewitsch Poljanski (750 m Schwimmen, 20 km Radfahren und 5 km Laufen)                                                                             |
| 20. Aug. 2011 | 28   | ITU Triathlon Sprint World Championships  | Lausanne        | 00:54:00 | Weltmeisterschaft auf der Sprintdistanz |
| 3. Juli 2011  | 1    | ATU African Triathlon Championships       | Maputo          |          | |

| Datum/Jahr    | Rang | Wettbewerb                                      | Austragungsort | Zeit     | Bemerkung                     |
| ------------- | ---- | ----------------------------------------------- | -------------- | -------- | ----------------------------- |
| 4. Juni 2016  | 1    | ITU Short Distance Duathlon World Championships | Avilés         | 01:42:18 | ITU Duathlon-Weltmeister      |
| 27. Sep. 2008 | 1    | ITU Duathlon World Championship Junior Men      | Rimini         | 00:56:13 | Junioren-Duathlon-Weltmeister |
| 19. Mai 2007  | 1    | ITU Duathlon World Championship Junior Men      | Győr           | 00:50:38 | Junioren-Duathlon-Weltmeister |

| Datum/Jahr    | Rang | Wettbewerb                           | Austragungsort | Zeit     | Bemerkung                         |
| ------------- | ---- | ------------------------------------ | -------------- | -------- | --------------------------------- |
| 25. Feb. 2017 | 1    | Xterra South Africa                  | Grabouw        | 02:22:46 |                                   |
| 27. Okt. 2013 | 12   | Xterra Triathlon World Championships | Maui           | 02:44:34 | Weltmeisterschaft Cross-Triathlon |
| 24. Feb. 2013 | 1    | Xterra South Africa                  | Grabouw        |          |                                   |

(DNF – Did Not Finish; DSQ – Disqualifiziert)